# Christine Kron
Christine Kron (geboren am 3. März 1962 als Christine Stelzig in Rosenheim; gestorben am 10. Februar 2017 in München) war eine deutsche Ethnologin, Afrikanistin und Museumsleiterin, die sich besonders mit den Kulturen Afrikas befasste. Von 2011 bis 2017 war sie Direktorin des Museum Fünf Kontinente in München. Kron war Autorin zahlreicher Katalogbeiträge und wissenschaftlicher Fachartikel.

## Leben und Wirken
Christine Kron studierte Ethnologie, Geschichte und Afrikanistik. Nach dem Studium in Oxford und Auslandsaufenthalten in Mali (Feldforschung) und Paris (am damaligen Musée de l’Homme) war sie an Völkerkundemuseen in Berlin, Paris und München tätig. Ihr Volontariat absolvierte sie unter Hans-Joachim Koloss im Ethnologischen Museum Berlin. Viel beachtet wurde ihre Zusammenarbeit mit dem Ägyptischen Museum unter Dietrich Wildung und dem Privatsammler Udo Horstmann. Nach Stationen in Basel und Hamburg war sie am Museum der Weltkulturen in Frankfurt zunächst kommissarische Leiterin, dann Direktorin (2008–2010). Dort baute sie die Sammlung zeitgenössischer afrikanischer Kunst aus. Seit 2011 war sie als Nachfolgerin von Claudius Müller Direktorin des Museums Fünf Kontinente in München. Sie war auch für die Umbenennung des ehemaligen Staatlichen Museums für Völkerkunde zuständig.
Sie starb nach kurzer, schwerer Krankheit 2017 in München.

## Publikationen (Auswahl)
- Afrika am Museum für Völkerkunde zu Berlin 1873–1919: Aneignung, Darstellung und Konstruktion eines Kontinents (Dissertation). Centaurus Verlag & Media 2004.
- Diplomaten und Wesire (Hrsg. Zusammen mit Peter Schienerl) 1988.
- Abenteuer Kunst: Der Tanz der Tiere. Afrikanische Masken. Prestel, 1997.
- Ritual oder Spiel? Puppen aus Afrika und Ägypten. Berlin, Ägyptisches Museum und Papyrussammlung 2004.
- Nicht zum Spielen allein. Afrikanische Puppen aus der Sammlung Udo Horstmann. Völkerkundesammlung der Hansestadt Lübeck 15. November 2001 – 14. November 2002; Städtische Museen Freiburg – Adelhausermuseum Natur- und Völkerkunde 2003.
- Últimos Testigos. Die letzte Rebellion der Maya. Hirmer, 2016.
- Letzte Ölung Nigerdelta. Das Drama der Erdölförderung in zeitgenössischen Fotografien. (Hrsg.) München, Staatliches Museum für Völkerkunde, 2012.* Regenwald (zusammen mit Christian Feest). Theiss, Konrad, 2015.
- Letzte Ölung Nigerdelta. Das Drama der Erdölförderung in zeitgenössischen Fotografien. (Hrsg.) München, Staatliches Museum für Völkerkunde, 2012.
- Regenwald (zusammen mit Christian Feest). Theiss, Konrad, 2015
- Últimos Testigos. Die letzte Rebellion der Maya. Hirmer, 2016